# F.-Dieter Bartels
Friedrich-Dieter Bartels oder Dieter Bartels (* 28. März 1920 in Hamburg-Wilhelmsburg; † 3. September 2010 in Szentgyörgyvölgy, Ungarn) war ein deutscher Filmarchitekt.

## Leben und Wirken
Nach Studien in Weimar und Hamburg kam Bartels 1948 zum Film und arbeitete als Assistent bzw. zweiter Architekt für bereits in der Branche etablierte Kollegen, allen voran Herbert Kirchhoff. Ab 1950 zeichnete er auch als Chefarchitekt verantwortlich, wiederum meist mit Kirchhoff als Kollegen und Partner.
Seit 1959 schuf Bartels darüber hinaus die Bauten für internationale, in Deutschland entstandene Produktionen. F.-Dieter Bartels war außerdem an den Dekorationen zu zahlreichen Kurz- und Dokumentarfilmen sowie Fernsehproduktionen beteiligt. Mehrfach arbeitete er mit dem Regisseur Rolf Hädrich zusammen. Seit den ausgehenden 1950er Jahren, als er bei der Fernsehkrimireihe Stahlnetz erstmals mit Jürgen Roland kooperiert hatte, wirkte Bartels vorwiegend in Hamburg. Für Roland sollte er in den 1960er und 1970er Jahren auch mehrere Kinofilme ausstatten, darunter Polizeirevier Davidswache, Vier Schlüssel, Die Engel von St. Pauli und Zinksärge für die Goldjungen.

## Filmografie (Auswahl)
- 1948: Finale
- 1949: Diese Nacht vergess ich nie!
- 1950: Verträumte Tage
- 1951: An alle! (Kurzfilm)
- 1953: Gefährlicher Urlaub (The Man Between)
- 1954: Die Stadt ist voller Geheimnisse
- 1954: Des Teufels General
- 1955: Die Toteninsel
- 1955: Suchkind 312
- 1956: Die Ehe des Dr. med. Danwitz
- 1956: Drei Birken auf der Heide
- 1956: Zu Befehl, Frau Feldwebel!
- 1956: Ich und meine Schwiegersöhne
- 1957: Glücksritter
- 1957: Der müde Theodor
- 1957: Es wird alles wieder gut
- 1957: Die große Chance
- 1957: Witwer mit fünf Töchtern
- 1957: Dr. Crippen lebt
- 1957: Die Beine von Dolores
- 1958: Grabenplatz 17
- 1958: Nachtschwester Ingeborg
- 1958: Der lachende Vagabund
- 1958: Frau im besten Mannesalter
- 1958–1961: Stahlnetz (TV-Krimiserie)
- 1959: Auf St. Pauli ist der Teufel los (I magliari)
- 1960: Ich zähle täglich meine Sorgen
- 1961: Frage Sieben (Question 7)
- 1961: Hoffnung ist ein Ding mit Federn (TV-Film)
- 1962: Ich kann nicht länger schweigen
- 1962: Die Revolution entläßt ihre Kinder (TV-Film)
- 1962: Tunnel 28
- 1963: Verspätung in Marienborn
- 1964: Polizeirevier Davidswache
- 1965: Vier Schlüssel
- 1969: Freiheit für die Liebe
- 1969: Die Engel von St. Pauli
- 1971: Jürgen Rolands St. Pauli-Report
- 1973: Zinksärge für die Goldjungen
- 1974: Ein toter Taucher nimmt kein Gold
- 1975: Der letzte Schrei
- 1979: Blutspur (Bloodline)